# Cipriano Pontigo
Cipriano Agustín Pontigo Urrutia (Canela, 28 de agosto de 1913 - Santiago, 5 de mayo de 1972) fue un comerciante y diputado comunista chileno.

## Primeros años
Nació en Canela de Mincha, Illapel, el 28 de agosto de 1913; hijo de Cipriano Pontigo Valderrama y Catalina Urrutia Elguera. Se casó con Matilde Aída Varela Hernández, con quien tuvo nueve hijos. Realizó sus estudios en el Liceo de Hombres de La Serena.
En el ámbito laboral, se dedicó a las actividades agrícolas, comerciante y vendedor viajero. Trabajó también como minero, en la mina "Agua Grande" en La Higuera.

## Carrera política
Inició sus actividades políticas al integrarse al Partido Comunista de Chile en 1935, donde llegó a ocupar diversos puestos y efectuar diferentes funciones. Al año siguiente de su ingreso, tuvo cargos de representación en la base en la zona minera de Andacollo y Agua Grande hasta 1937. Luego, en 1938, trabajó en la campaña del Frente Popular para elegir presidente a Pedro Aguirre Cerda. Además, fue Secretario General de la Juventud Comunista de La Serena.
En 1941, fue elegido regidor por la comuna de La Serena hasta 1944, siendo reelegido en dicha ocasión. En las elecciones parlamentarias de 1945 se presentó como candidato a diputado por la Cuarta Agrupación Departamental (La Serena, Coquimbo, Elqui, Ovalle, Combarbalá e Illapel) para el período de 1945-1949, resultando electo; para definir a su reemplazante como regidor de La Serena, el 1 de julio de 1945 se realizó una elección municipal complementaria en la que triunfó el liberal Joaquín Amenábar Chadwick por 1876 votos contra el radical Rigoberto Silva, quien obtuvo 1592 votos.
Como diputado, integró la Comisión Permanente de Agricultura y Colonización; la de Hacienda; e Investigadora de la negociación sobre el azúcar (1946-1947). Miembro de la Comisión Especial de estudio del alza en las tarifas de gas y movilización (1946-1947); y la Especial encargada de estudiar el problema del trigo (1947). También fue miembro integrante del Comité Parlamentario Comunista. Paralelamente, en 1946, viajó a Argentina como integrante de la Comisión chilena al Convenio Económico y Financiero chileno-argentino. Ese mismo año, ejerció como Consejero del Instituto de Economía Agrícola hasta 1947. 
Finalizada su labor, en 1949 fue relegado a la provincia de Chiloé por tres años. Más adelante, en 1954, fue otra vez relegado, pero solo por dos meses y a la localidad de Negrete.
En las elecciones parlamentarias de 1961, fue reelecto diputado por la misma Agrupación Departamental, en el período 1961-1965; integró la Comisión Permanente de Defensa Nacional; la de Trabajo y Legislación Social; la de Gobierno Interior; la de Asistencia Médico-Social e Higiene. Miembro de la Comisión Especial de Educación Física y Deportes (1961); Especial de Vivienda (1963-1965); y Especial Encargada de Estudiar las Actividades del Servicio Nacional de Salud (1963-1964).
En 1965, fue reelecto diputado por la misma Agrupación Departamental para el período de 1965-1969; integró la Comisión Permanente de Agricultura y Colonización; la de Hacienda; la de Trabajo y Legislación Social; la de Vías y Obras Públicas; y la de Minería. Miembro de la Comisión Especial Vinícola (1965); y la Especial del Acero (1967); y Comisión Especial Investigadora de sucesos ocurridos en el mineral "El Salvador" (1965-1967); y de Cemento "Melón" (1967-1968). 
En los comicios de 1969, fue nuevamente electo diputado, por la misma Agrupación, en el período de 1969-1973; integró la  Comisión Permanente de Minería. En 1972 fue Jefe del Comité Parlamentario de su Partido. Entre las mociones presentadas que fueron ley de la República, está la Ley N.° 17.361, del 6 de octubre de 1970, sobre franquicias para internación de chasis para el Sindicato profesional de dueños de camiones de Coquimbo. En la moción participaron siete diputados.
En su carrera política, recibió la Medalla "Luis Emilio Recabarren", otorgada por el Partido Comunista de Chile.

## Fallecimiento
Falleció en Santiago, el 5 de mayo de 1972. En su funeral, efectuado en el Cementerio General, fue despedido con honor por el presidente de la Cámara de Diputados, el democratacristiano Fernando Sanhueza, quien destacó su simpatía y compañerismo, aparte de su lucha para la obtención de los títulos de dominio de la población Roosevelt, junto a las diputadas Gladys Marín, Laura Allende, el abogado Sergio Diez y los dirigentes vecinales.
Para llenar su cupo vacante, el 16 de julio se realizó una elección complementaria en la que triunfó Amanda Altamirano Guerrero, candidata del Partido Comunista.

## Historial electoral

### Elecciones parlamentarias de 1969
- Elecciones parlamentarias de 1969 - Diputados para la 4° Agrupación Departamental (Coquimbo)[4]